# 久保早里奈
久保 早里奈(くぼ さりな、1993年8月13日 - )は、日本の女優。兵庫県出身。身長159cm、えりオフィス所属。関西学院大学 商学部卒業。

## 出演

### 映画
- 罪の余白（2015年）仲村香澄役

### ドラマ
- 石の繭 殺人分析班 第3話（2015年、WOWOW）- 愛宕署婦警 役
- トッカイ〜不良債権特別回収部〜 第5話（2021年、WOWOW）- 大木家の嫁 役
- ブラックポストマン 第1話（2023年、テレビ東京）- 秘書 役

### 広告
- TONE「ピアノ修理」(1999年)
- CM オリオン「ホワイトチョコビ」(2001年)
- CM フロムエー「Aからはじまる遊園地」篇(2016年)
- CM 爽健美茶「健康素材の麦茶」(2017年)
- Web CM 恋活マッチングアプリ「Pancy(パンシー)」(2018年)
- 長野県白馬村 旅籠丸八 ウエディングPRモデル(2019年)
- Web動画 日本ヒューレットパッカードエンタープライズ《お客様のIT環境を変革する「HPEデータセンターケア」》篇(2020年)
- Web CM スペースマーケット「CM撮影篇」(2020年)
- Web 弥生株式会社 ブランドムービー「上を向いて歩くあなたと」篇(2021年)
- Web NORNE「比較」篇(2023年)
- CM 野村アセットマネジメント「のむラップファンド」(2024年)
- Web 東北電力「エネルギーの未来に挑む 上越火力」
- Web TOHOKU Maas「スマホで繋がる東北の旅」

### 舞台
- 『歌舞伎町シャーロック』アイリーン・アドラー役(2024年、IMM THEATER) [1]
- 劇団狼煙組『左で描いた絵のように』大原結衣役(2023年、中野ザ・ポケット)
- 二人芝居『ふたりよがり』女刑事役(2023年、池袋西口GEKIBA)
- 『炎炎ノ消防隊-五つ目の柱-』(2023年、大阪公演:メルパルクホール/東京公演:銀河劇場)[2]
- 劇団離風霊船本公演『シン令和のKAIDAN』お梅役(2023年、下北沢ザ・スズナリ)
- 『炎炎ノ消防隊 -地下からの奪還-』黄火代子役/アンサンブル　(2022年、東京公演:池袋サンシャイン劇場　京都公演:京都劇場) [3]
- 『処女のまま死ぬやつなんていない、みんな世の中にやられちまうからな』教師役(2022年、博品館劇場) [4]
- ミュージカル『ピオフィオーレの晩鐘』???役/ルカ役(2022年、池袋・サンシャイン劇場) [5]
- 『フルーツバスケット』(2022年、日本橋三井ホール)
- 『サイキック甲子園』赤尾真理子役(2021年、日暮里d-倉庫)
- しゅうくりー夢 『ラヴィアンローズ』 御筆篝役(2021年、中野ザ・ポケット)
- 『真夜中のオカルト公務員』(2020年、新宿FACE)
- TOKYO笹塚ボーイズ『朝の気配』小野田早里奈役（2020年、花まる学習会王子小劇場）
- GEKIIKE 第10回公演『光芒のマスカレード 月光仮面異聞』（2019年、新宿村LIVE）
- ミュージカル『マリーと七色の部屋』緑役 （2019年、R’s アートコート）
- ピヨピヨレボリューションライブ style 演劇『SHOOTING PAIN』花輪役(2019年、花まる王子小劇場)
- 劇団離風霊船 リブレプロデュース『卒業 − The another graduate−』 ヒロイン エレーン役
- 「ザ・エレベーターホール」碧嶋渚役（2018年、コフレリオ新宿シアター）
- クジラの子らは砂上に歌う（2018年、東京 AⅱA2.5THEATER・大阪サンケイホールブリーゼ）
- 『D.I.D』 三上怜奈役 （2017年、淺草ゆめまち劇場）
- 『恋文ガール！』綾瀬アヤ役 （2017年、池袋シアターKASSAI）
- ミュージカル『イケメン王宮◆真夜中のシンデレラ』[6][7]ヒロイン プリンセス役 （2017年、あうるすぽっと）
- Casual Meets Shakespeare「Macbeth SC」(2016年、ラゾーナ川崎プラザソル)
- RANPO chronicle『虚構のペルソナ＜怪人二十面相＞』羽柴仁美役 （2016年、シアターサンモール）
- JAY’ED×S.A.D Performers Art Show（2015年、兵庫県立芸術文化センター）
- RKX international ミュージカル『ズボン船長』（2013年、2014年、梅田芸術劇場シアタードラマシティ）